# Ustrój polityczny Izraela
Państwo Izrael (hebr. מדינת ישראל, Medinat Israel, arab. دولة إسرائيل, Dawlat Israil) jest republiką demokratyczną parlamentarno-gabinetową, w której większość władzy wykonawczej spoczywa w rękach premiera, stojącego na czele rządu. Prezydent pełni role głównie ceremonialne i reprezentacyjne. Władza ustawodawcza jest podzielona pomiędzy rząd i parlament. Izraelski parlament (Kneset) jest jednoizbowy (unikameralizm), a wybory do niego odbywają się co 4 lata. Mandaty rozdzielane są za pomocą systemu proporcjonalnego (metoda D’Hondta), pomiędzy tymi listami partii politycznych, które przekroczyły, niewielki próg wyborczy – 3,25%. Władza sądownicza sprawowana jest przez niezawisłe sądy.
Twórcy ustroju politycznego Izraela wzorowali się zarówno na wielu rozwiązaniach brytyjskich (brak konstytucji spisanej w jednym akcie, ograniczona rola głowy państwa, podobieństwa w systemie sądowniczym), jak i kontynentalnych (m.in. proporcjonalne wybory do parlamentu). Polityczny system państwa jest uregulowany poprzez Ustawy Zasadnicze.

## Geneza ustroju
Korzenie obecnego kształtu ustroju politycznego Izraela tkwią w starożytności. Jednoizbowy parlament czerpie swą nazwę od Wielkiego Zgromadzenia, rady utworzonej przez Żydów po ich powrocie z wygnania babilońskiego w V w. p.n.e.
We współczesnej historii Palestyny, w 1920 po raz pierwszy zebrało się Zgromadzenie Reprezentantów (Assefat Hanivharim), będące najwyższym przedstawicielstwem Jiszuwu - społeczności żydowskiej w Palestynie, będącej wówczas terytorium mandatu brytyjskiego.
Po ogłoszeniu niepodległości przez Izrael, Tymczasowa Rada Państwa funkcjonowała jako legislatywa nowego państwa aż do wyborów do Zgromadzenia Konstytucyjnego (Ha'assefa Hamechonent).
13 czerwca 1950 roku przyjęto tzw. uchwałę Harariego, mówiącą o tym iż poszczególne elementy systemu konstytucyjnego regulowane będą przez osobne akty prawne, które następnie zostaną połączone w konstytucję. Do tego jednak nie doszło.

## Ustawa zasadnicza

Schemat systemu politycznego Izraela

Wzorem dla Izraelczyków są rozwiązania brytyjskie, dlatego też zrezygnowali z konstytucji spisanej w formie jednego dokumentu. Poszczególne sfery życia reguluje zbiór pojedynczych ustaw (Prawa Fundamentalne, Ustawy Zasadnicze, חוק יסוד), tworzących blok konstytucyjny. Na blok ten składają się:
- Deklaracja Niepodległości Państwa Izrael
- Kneset
- Ziemie Izraela
- Prezydent Państwa
- Gospodarka Finansowa Państwa
- Armia
- Jerozolima
- Sądownictwo
- Kontroler Państwowy
- Godność Ludzka i Wolność
- Rząd
- Wolność Zawodowa

## Parlament

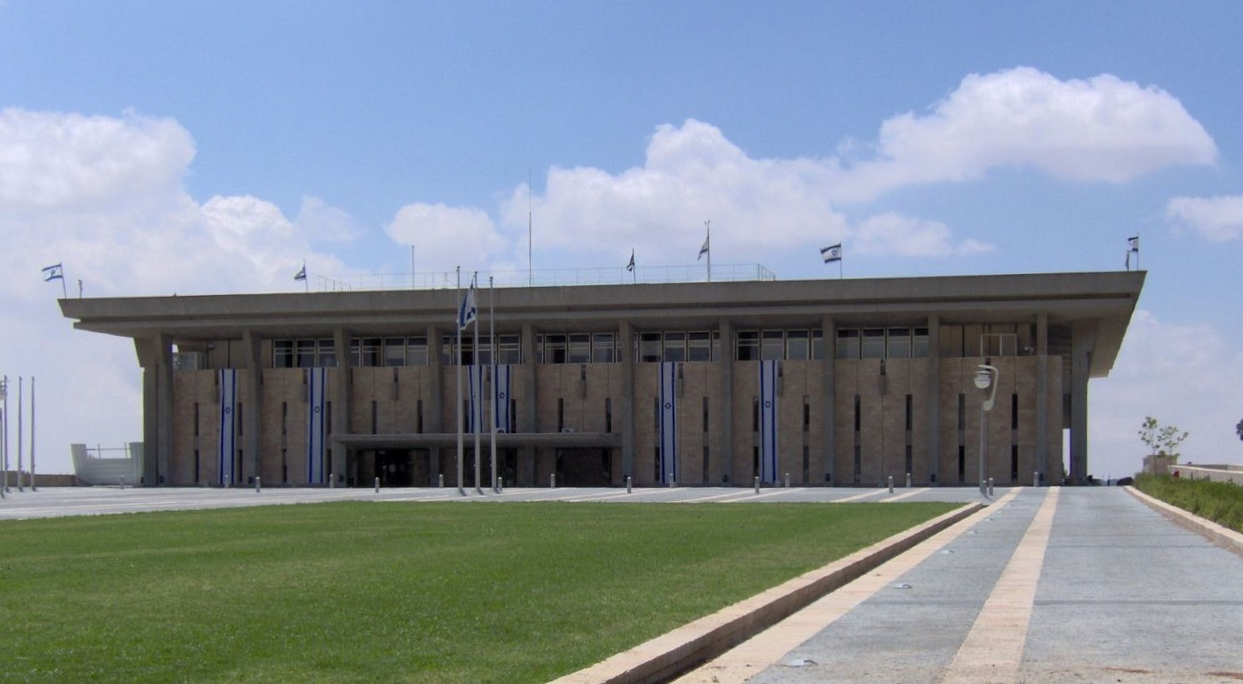
Budynek Knesetu w Jerozolimie

Parlament Izraela nosi nazwę: Kneset. Składa się on z jednej izby, którą stanowi 120 deputowanych wybieranych na 4-letnią kadencję. Posłowie są wybierani według ordynacji proporcjonalnej, która przewiduje 3,25% próg wyborczy. Czynne prawo wyborcze przysługuje obywatelom, którzy ukończyli 18 lat, a bierne – 21 lat. Mandaty dodatkowe są przydzielane według metody D’Hondta.
Parlament obraduje w sumie przez 8 miesięcy w roku - podczas sesji letniej i zimowej. Na sesjach odbywają się debaty generalne i głosowania dotyczące polityki i działalności rządu, a także projektów legislacyjnych. Aby ustawa została zatwierdzona, projekt musi przejść przez trzy czytania w parlamencie. Ostatecznie ustawę podpisuje prezydent, premier i odpowiedni minister. Ustawy publikowane są w izraelskim Dzienniku Ustaw – Reshemot. Debaty parlamentu odbywają się w języku hebrajskim i arabskim przy zastosowaniu tłumaczeń symultanicznych.
W Knesecie w zasadzie nie ma wymaganego kworum – parlament przyjmuje ustawy w składzie jaki jest na sali. Ustawy podpisuje prezydent, który nie ma prawa weta. Kneset jest upoważniony do usunięcia ze stanowiska Prezydenta państwa, może również zdecydować o wcześniejszych wyborach.

### Partie polityczne
Na przestrzeni ostatnich lat w Izraelu były dwie wiodące partie polityczne Likud (ליכוד, ugrupowanie centroprawicowe) i Partia Pracy – Awoda (העבודה, partia socjaldemokratyczna), jednak żadna z nich nie zdołała osiągnąć większości bezwzględnej 61 deputowanych w Knesecie. Z tego powodu zawsze powstawały rządy koalicyjne. Do 1977 dominowała zdecydowanie Partia Pracy (do 1968 Mapai), która tworzyła koalicje z mniejszymi partiami, głównie religijnymi i centrowymi. Wówczas premierami byli jej liderzy: Dawid Ben Gurion, Mosze Szarett, Lewi Eszkol, Golda Meir i Icchak Rabin. Wojna Jom Kipur i kryzys gospodarczy doprowadził do zwycięstwa wyborczego Likudu, który tworzył koalicję z mniejszymi ugrupowaniami w latach 1977–1984. Ówczesnym premierem był przewodniczący Likudu, Menachem Begin. W 1984 doszło do wyborów, w których żadna z wielkich partii nie osiągnęła przewagi nad tą drugą. Z tego też powodu do 1990 Izrael rządzony był przez tzw. wielką koalicję obu największych ugrupowań. U sterów rządu zmieniali się Icchak Szamir i Szimon Peres. W latach 1990–2001 natomiast obie partie na przemian wygrywały wybory, a następnie tworzyły koalicje rządzące z mniejszymi ugrupowaniami (premierami w tym okresie byli: Icchak Szamir, Icchak Rabin, Szimon Peres, Binjamin Netanjahu, Ehud Barak i Ariel Szaron). Ponowne rządy wielkiej koalicji to lata 2001–2003 i 2004–2005, związane to było z koniecznością zapewnienia poparcia dla planu Ariela Szarona, dotyczącego likwidacji osiedli żydowskich na terenach Autonomii Palestyńskiej. Obecnie, po wyborach z 28 marca 2006, rząd tworzy nowe, centrowe ugrupowanie, Kadima (קדימה), które jednak również zmuszone było zawrzeć koalicję z Partią Pracy i kilkoma mniejszymi partiami (Gil i Szas).
Pozostałe ważniejsze ugrupowania to: Szas (ש"ס, partia religijna Żydów sefardyjskich), Nasz Dom Izrael (ישראל ביתנו) prawicowa, skupiająca głównie Żydów rosyjskojęzycznych), Unia Narodowa (האיחוד הלאומי, skrajnie prawicowa), Narodowa Partia Religijna (Mafdal) (מפד"ל, syjonistyczna partia religijna), Gil (גיל - גימלאי ישראל לכנסת, partia emerytów), Zjednoczony Judaizm Tory (יהדות התורה המאוחדת, partia aszkenazyjskich Żydów ortodoksyjnych), Merec-Jachad (מרצ-יחד, ugrupowanie socjaldemokratyczne), Arabski Ruch Odnowy – Ta’al (תע"ל, ugrupowanie arabskie), Hadasz (חד"ש, skrajnie lewicowy front arabski, złożony m.in. z członków Komunistycznej Partii Izraela – Maki מק"י), Balad (בל"ד, partia arabska), Herut (חירות, ultraprawicowa, nacjonalistyczna), Ale Jarok (Zielony Liść) (עלה ירוק, ugrupowanie promujące legalizację marihuany), Hetz (חץ, liberalna, antyklerykalna), Ha-Jerukkim (הירוקים, izraelscy „Zieloni”).

## Prezydent

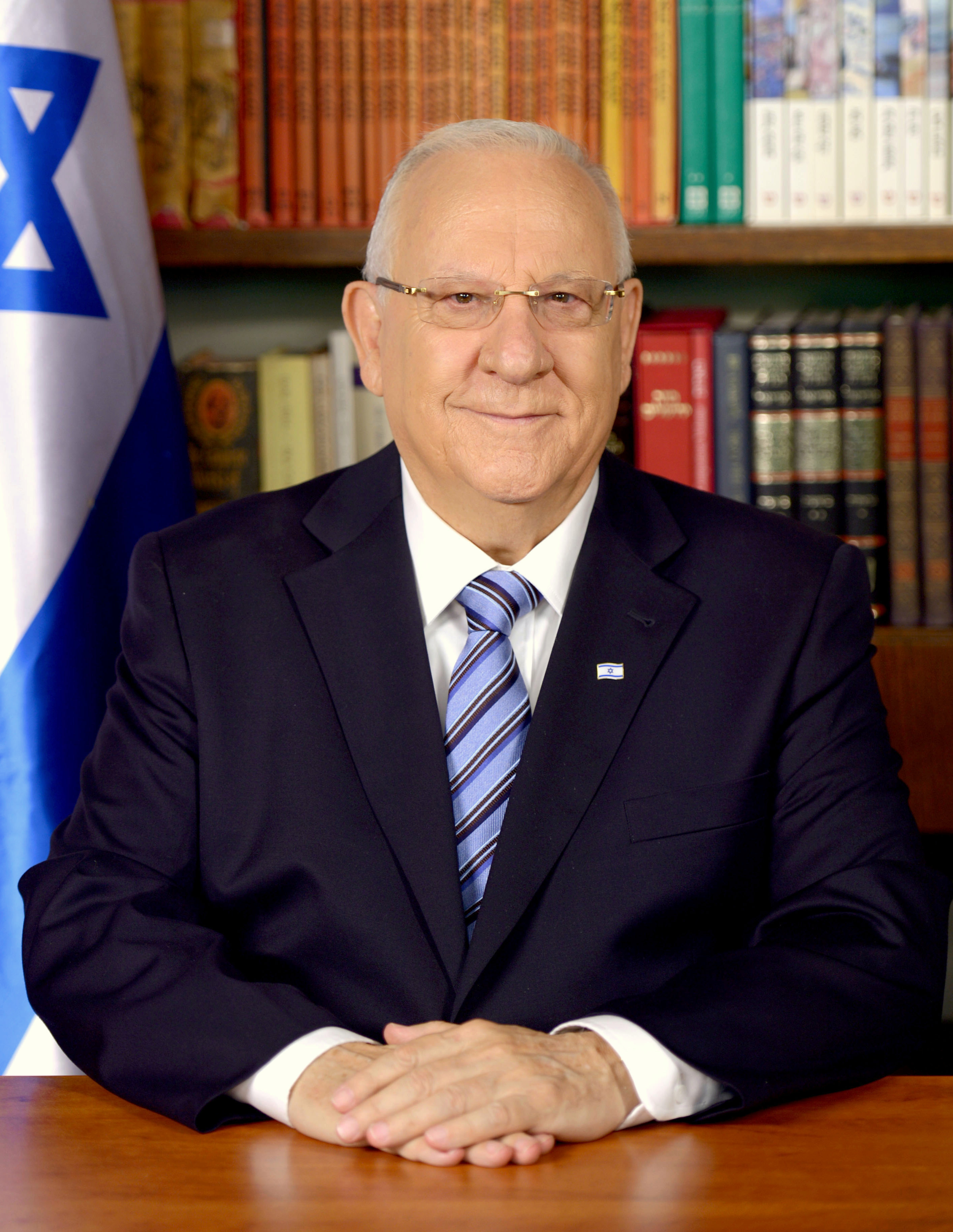
Re’uwen Riwlin

Prezydent od 2003 r. wybierany jest przez Kneset na 7-letnią kadencję, bez prawa reelekcji. Kandydatem może zostać każdy obywatel Izraela, mieszkający na terytorium tego państwa.
Prezydent głównie pełni funkcje reprezentacyjne i formalne, jak podpisywanie ustaw przyjętych przez parlament, prawo do ogłaszania amnestii i łagodzenia wyroków, przyjmowanie listów uwierzytelniających od przedstawicieli obcych państw w Izraelu, nominowanie wysokich osobistości na stosowne stanowiska, podpisywanie umów międzynarodowych (za zgodą Knessetu).
Prezydent nominuje na stanowisko premiera lidera partii, która posiada większość w Knesecie. Jeżeli osoba ta nie uzyska wotum zaufania od parlamentu, większość parlamentarna może zgłosić własnego kandydata.
Aktualnym prezydentem Izraela jest Jicchak Herzog (od 7 lipca 2021 r.).

## Premier

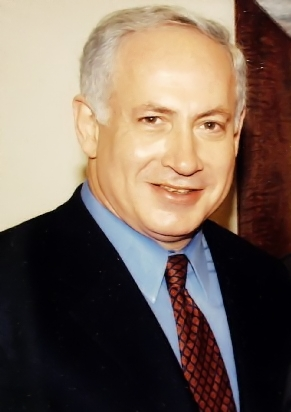
Binjamin Netanjahu

W Izraelu przyjęto brytyjski model urzędu premiera, zgodnie z którym jest on najsilniejszym ogniwem władzy wykonawczej, a jego upoważnienie do rządzenia pochodzi z rąk głowy państwa o niewielkich uprawnieniach, które jest następnie zatwierdzane przez parlament. Premier niemal zawsze jest liderem partii lub koalicji, która zwyciężyła wybory.
Rząd prowadzi politykę wewnętrzną i zewnętrzną państwa, posiada w tym celu wszystkie kompetencje, które nie są zastrzeżone aktami prawnymi dla innych organów i instytucji państwa (tzw. generalne domniemanie kompetencji). Szczególnie ważne są decyzje rządu dotyczące spraw bezpieczeństwa i użycia sił zbrojnych (Siły Obronne Izraela).
Pomimo że Prawo Fundamentalne stanowi iż umowy międzynarodowe zawarte przez rząd zatwierdza Kneset i podpisuje prezydent, to jednak w praktyce robi to samodzielnie rząd. Posiada on także dość szerokie uprawnienia prawodawcze, na podstawie ustaw wydaje rozporządzenia, a w stanie zagrożenia państwa wydaje rozporządzenia nadzwyczajne.

## Rząd
Gabinet rady ministrów zwana popularnie rządem jest głównym elementem władzy wykonawczej w Izraelu. Premier jest przewodniczącym rady ministrów i zwyczajowo nazywany pierwszym ministrem.
Rząd jest wyłaniany przez premiera i odpowiada przed parlamentem.

## Kontroler Państwa
Kontroler Państwa jest powoływany przez prezydenta na podstawie rekomendacji udzielonej danej osobie przez prezydium Knesetu, na odnawialną kadencję trwającą 5 lat. Urzędnik ten jest zupełnie niezależny od rządu i odpowiada za realizowanie swoich zadań wyłącznie przed parlamentem. Jego głównymi obowiązkami jest sprawdzanie państwowych instytucji pod kątem legalności, regularności, wydajności, ekonomiczności i etyczności działania.

## Sądownictwo
Sądownictwo w Izraelu ma zagwarantowaną przez prawo całkowitą niezależność od władzy ustawodawczej i wykonawczej. System sądowniczy składa się z trzech poziomów: sądy magistrackie (zajmują się wykroczeniami cywilnymi i drugorzędnymi), sądy okręgowe (zajmują się wszystkimi wykroczeniami kryminalnymi i cywilnymi, które nie leżą w kompetencji sądów niższej instancji) i Sąd Najwyższy (obejmujący swymi kompetencjami obszar całego kraju). Istnieją także sądy specjalne, zajmujące się specjalnymi sprawami takimi, jak wykroczenia drogowe, kwestie prawa pracy, przestępstwa nieletnich i inne. Sprawy dotyczące stanu cywilnego obywateli (śluby i rozwody) leżą w gestii sądów różnych gmin religijnych.
Deklaracja Niepodległości z 1948 roku formułuje podstawę prawodawstwa, które gwarantuje prawa wszystkim społecznościom zamieszkującym Izrael – począwszy od ochrony świętych miejsc, prawa do głosowania, obowiązkowej nauki do prawa do otrzymywania jednakowej zapłaty za jednakową pracę. Wszyscy obywatele Izraela są równi wobec prawa. Podstawową zasadą jest wolność słowa, prawo do zgromadzeń, wolność prasy i przynależności politycznej oraz prawo do strajku i demonstracji.

## Obywatelstwo
Obywatelstwo państwa Izrael przysługuje:
- osobom, które uzyskały prawo Powrotu zgodnie z ustawą o powrocie z 1950 roku;
- osobom zamieszkałym w Palestynie przed powstaniem Izraela;
- dzieciom obywateli Izraela;
- osobom, które uzyskały naturalizację.

Państwo Izrael prowadzi politykę odmawiania ekstradycji swoich obywateli innym krajom.

## Podział administracyjny
Izrael podzielony jest na 6 dystryktów (języku hebrajskim mehozot) i 15 poddystryktów (języku hebrajskim nafot). Każdy poddystrykt dzieli się dodatkowo na regiony, których jest 50.
Władze lokalne to struktury rządowe i struktury samorządowe. Administracja rządowa to komisarze zarządzający prowincjami (dystryktami) oraz urzędnicy dystryktowi, zarządzający podprowincjami (poddystryktami). Powoływani oni są przez ministra spraw wewnętrznych i odpowiedzialni są przed nim oraz przed Kontrolerem Państwa. Urzędnicy ci zajmują się kontrolą lokalnej polityki budżetowej, nadzorem nad prawodawstwem samorządowym, udzielaniem pożyczek lokalnym samorządom itd.
Administracja samorządowa składa się z trzech typów samorządów terytorialnych:
- samorządy miejskie – występujące w dużych miastach (Tel Awiw, Hajfa, Jerozolima),
- lokalne rady klasy „A” – występujące w dużych osiedlach i wsiach,
- lokalne rady klasy „B” – zakładane w małych skupiskach ludzkich.

Rady wybierane są w wyborach bezpośrednich za pomocą ordynacji proporcjonalnej. Na czele każdej z rad stoi burmistrz, który od 1978 roku także jest wybierany w wyborach przez mieszkańców. samorządy lokalne przede wszystkim zajmują się kwestiami publicznymi: edukacją, ochroną zdrowia, administrowaniem zasobami wody, utrzymywaniem parków, straży pożarnej, ochroną środowiska, również zbieraniem lokalnych podatków itd. Samorządy miejskie mogą zostać rozwiązane przez ministra spraw wewnętrznych, a rady lokalne przez komisarza zarządzającego dystryktem.

## Przestrzeganie swobód i praw

### Wolność i demokracja
W raporcie „Freedom in the World 2005”, ogłoszonym przez Freedom House, Izrael został zakwalifikowany do kategorii państw „Wolne” ze wskaźnikiem 2,0 w 7-stopniowej skali raport 2005 (s. 21)
Raport „Freedom in the World” jest efektem monitorowania przez organizację Freedom House zmian w zakresie respektowania i ochrony przez władze państwowe praw politycznych (swoboda działalności konkurencyjnych partii polit., wolne wybory) i wolności obywatelskich (religijnych, etnicznych, ekonomicznych, językowych, praw kobiet i rodziny, wolności osobistych, wolności prasy, przekonań i stowarzyszeń) w 192 krajach i 14 największych terytoriach zależnych i spornych. Raport ocenia państwa i terytoria w skali od „1” (najlepszy) do „7” (najgorszy) i kwalifikuje do jednej z 3 kategorii: „Wolne”, „Częściowo wolne” i „Bez wolności”. Raporty są opracowywane od 1972 r.

### Wolność prasy i mediów
- w raporcie Freedom of the Press 2005 (Freedom House) Izrael znalazł się w kategorii państw „Wolne” na 61 miejscu na 194 (razem z Grecją i Hongkongiem, przed Koreą Południową, Włochami) ze wskaźnikiem 28 w 100-stopniowej skali (raport 2005, mapa wolności prasy)
- w rankingu Press Freedom Index 2004 organizacji Reporterzy bez Granic, Izrael jest sklasyfikowany w dwóch kategoriach: terytorium Izraela (36 miejsce na 167, za Polską i Grecją, przed Włochami i Hiszpanią) oraz Terytoria okupowane (115 miejsce, za Rwandą, Turcją i Gabonem, przed Indonezją i Nigerią (ranking 2004)